# Бекмурзиев, Бексултан Исиевич
Бексултан (Бек-Султан) Исиевич Бекмурзиев (1897, Насыр-Корт, Терская область — 1942, Насыр-Корт, Чечено-Ингушская АССР) — участник Русско-японской, Первой мировой и Великой Отечественной войн, всадник Ингушского конного полка «Дикой дивизии», полный Георгиевский кавалер.

## Биография
В ходе боёв Русско-японской войны Бекмурзиев был удостоен Георгиевского креста II степени.
26 мая 1915 года при отходе на новые позиции Ингушскому полку пришлось выдержать тяжёлый бой. В числе отличившихся в ходе этого боя был и Бекмурзиев. 1 августа того же года за отличие в этому бою Бекмурзиев был награждён Георгиевским крестом I степени.
6 июля 1915 года Бекмурзиев в бою у деревни Колодрубки под сильным вражеским огнём доставил донесение, позволившее командованию восстановить утерянную связь с войсками. За этот бой 13 июля того же года он был награждён Георгиевским крестом II степени.
Бекмурзиев, с учётом награды за русско-японскую войну, стал кавалером пяти Георгиевских крестов, что не соответствовало статуту медали. Поэтому в 1916 году повторное награждение Георгиевским крестом II степени было отменено, а Бекмурзиеву было присвоено звание прапорщика.
«За отличие в делах против неприятеля» в ходе Брусиловского прорыва Бекмурзиев был награждён орденами Святой Анны 4-й степени с надписью «За храбрость» и Святого Станислава 3-й степени с мечами и бантом.
В 1941 году, после начала Великой Отечественной войны, добровольцем ушёл на фронт. На следующий год был комиссован по состоянию здоровья. Вернулся в родное село, где и скончался в том же году.